# OSS 117 (personagem)
Hubert Bonisseur de La Bath, codinome OSS 117, é um personagem fictício, agente secreto, herói dos romances policiais OSS 117, criados pelo escritor francês Jean Bruce em 1949, cuja escrita foi retomada após sua morte por sua esposa Josette, e então por seus filhos François e Martine.
O OSS 117 foi criado quatro anos antes de James Bond, o que eclipsou o seu sucesso. Os dois agentes são semelhantes em suas funções, em seus físicos e em seus poderes de sedução. O agente OSS 117 aparece em todos os 265 livros da saga literária de mesmo nome, bem como nas diversas adaptações retiradas desta série, sendo elas filmes, histórias em quadrinhos, peças de teatro, seriados de rádio, etc. O OSS 117 original estrelou sete filmes com diferentes atores, entre 1956 e 1970. Na sua versão moderna, é interpretado por Jean Dujardin e tornou-se uma série de comédia.

## Nome
A origem do nome do herói vem do fato de um dos ancestrais, pertencente ao "milieu" na época, tinha sido chamado como testemunha de defesa num caso em que um dos seus amigos estava envolvido. Quando o atendente lhe perguntou seu nome, ele respondeu, na mais pura gíria: X (aqui seu primeiro nome) "Bonnisseur de la Bath", em outras palavras "testemunha de honra" (do verbo bonnir, falar, e banhar, bem em socioleto).
Na organização real, o OSS, o número 117 foi atribuído a William Leonard Langer, chefe do Ramo de Pesquisa e Análise (em inglês:  Research and Analysis Branch) deste último.

## Descrição

### Físico
Hubert Bonisseur de La Bath era um sujeito sólido, com a constituição atlética de um esportista em plena posse de seus recursos e o rosto enérgico e desgastado de um príncipe pirata. O seu olhar límpido, com serena ironia, pousava nas pessoas e nas coisas com esta segurança nascida de uma vida rica em aventuras. Seu charme não deixava nenhuma mulher indiferente.Original (em francês): TNT à la Trinité— Josette Bruce (em francês)
Um homem alto, com constituição de atleta, ombros largos e musculosos, que tinha a confiança de um campeão e o porte de um príncipe. [...] Um rosto de aventureiro como só tínhamos visto no cinema, com nariz reto e lábios sensuais, cabelos castanhos cortados bem curtos e olhos azuis difíceis de olhar.Original (em francês): Pruneaux à Lugano— Josette Bruce (em francês)

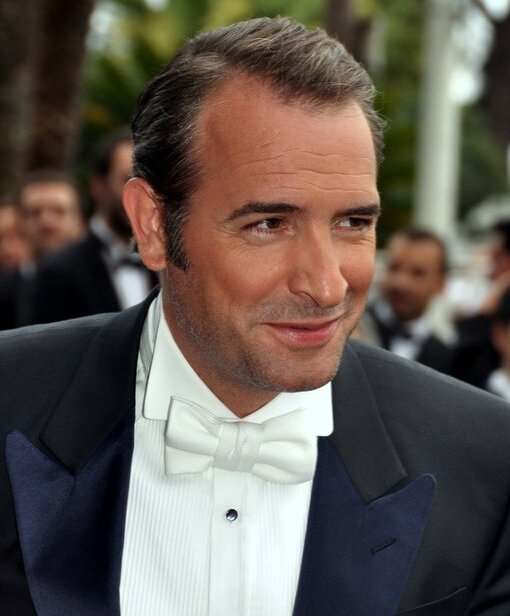
Jean Dujardin, intérprete de OSS 117 no cinema em 2006, 2009 e 2021.

Assim, ele possui todas as características mais ou menos realistas do espião, que se ancorarão no imaginário dos primeiros leitores e se tornarão um imenso clichê. Esses clichês também serão ironicamente usados nas últimas comédias de 2006, 2009 e 2021 que estão repletas deles.

### Origens familiares
Os ancestrais de Hubert Bonisseur de La Bath, senhores, vieram da França e imigraram para a Louisiana nos Estados Unidos, em 1789, época em que a Louisiana era espanhola e não mais francesa, esta alusão ao influxo de europeus neste "novo mundo" pode explicar o fato de que nas últimas comédias de 2006, 2009 e 2021, OSS 117 trabalharia para a França.

### Missão
Sua missão é trabalhar para o bem em um ambiente de Guerra Fria sempre confuso e povoado por espiões, nazistas, chineses, russos, organizados em máfias e organizações criminosas de todos os tipos. Ele conhece mulheres jovens e bonitas, algumas das quais rapidamente se tornam suas conquistas românticas, sejam elas suas aliadas ou não.

### Empregadores
Ele primeiro trabalhou para o Office of Strategic Services, um serviço de inteligência americano, depois, ainda sob o posto de coronel, ingressou na Agência Central de Inteligência que substituiu o OSS. Encerrou a carreira no Conselho de Segurança Nacional, organização que dirige os serviços de inteligência dos Estados Unidos, sob a direção do General Stanford.
Devido às distantes origens francesas do OSS 117 mencionadas acima, nos últimos filmes (paródias) lançados em 2006, em 2009 e em 2021 no cinema, os autores fazem do personagem um cidadão francês, em missão para os serviços secretos franceses ds presidentes René Coty, Charles de Gaulle e Valéry Giscard d'Estaing, o Serviço de Documentação Externa e Contraespionagem.